# Оправданная жестокость
«Опра́вданная жесто́кость» (англ. A History of Violence, буквально — «История насилия») — криминальная драма Дэвида Кроненберга по мотивам одноимённого комикса Джона Вагнера, выпущенного издательством DC Comics под импринтом Vertigo. История простого американского семьянина Тома Столла, который волею случая становится героем, после чего в его жизнь входят загадочные люди с тёмным прошлым. Сценарист фильма Джош Олсон и исполнитель роли второго плана Уильям Хёрт отмечены номинациями на премию «Оскар». При подведении кинокритиками итогов 2000-х годов «Оправданная жестокость» часто фигурировала в списках лучших фильмов десятилетия (в первой пятёрке по версии Cahiers du cinéma, «Rolling Stone» и «Village Voice»).
Премьера фильма состоялась 16 мая 2005 года в рамках 58-го Каннского кинофестиваля.

## Сюжет
Два бандита Леланд Джонс и Билли Орсер путешествуют по американской провинции. Покидая семейный мотель, где они провели ночь, бандиты убивают его владельцев, включая малолетнюю дочь. Решив, что им следует держаться подальше от больших городов, они в итоге оказываются в тихом городке Миллбрук, штат Индиана. В этом городе живёт Том Столл, уважаемый всеми владелец небольшой закусочной, и его семья — жена Иди и двое детей, Джек и Сара. Вечером, перед самым закрытием, Джонс и Орсер заходят в закусочную Тома с целью ограбления. В завязавшейся схватке Том убивает преступников и получает ранение в ногу. Он оказывается в центре внимания как местный герой, спасший жизни людей, его снимают журналисты и показывают по телевидению. После возвращения домой Том замечает напротив своего дома чёрный седан Chrysler 300, что вызывает его беспокойство.
Утром в закусочной Тома появляются трое посетителей. Один из них, человек с сильно изуродованным шрамами лицом, называющий себя Карлом Фогарти, обращается к Тому, но использует при этом имя Джоуи. Он утверждает, что они старые знакомые и, более того, Том не является тем, за кого себя выдаёт. Иди сообщает о случившемся городскому шерифу Сэму Карни, и тот останавливает машину на дороге, требуя от незнакомцев покинуть город. Вечером Сэм приезжает в дом к Столлам, расспрашивает Тома о его прошлом и рассказывает ему о его новых знакомых из закусочной. Карл Фогарти, по его словам, является лидером ирландской мафиозной группы из Филадельфии, а его компаньоны имеют судимости за убийства и прочие насильственные преступления. Джоуи, о котором он говорил, не кто иной, как младший брат Ричи Кьюсака, одного из влиятельных представителей криминального мира Филадельфии.
Следующим утром Том сидит один в закусочной, и видит подъезжающую машину, ту самую, что заметил ранее у своего дома. Она внезапно срывается с места, и Том, уверенный в том, что его семье угрожает опасность, в спешке бежит домой, звоня жене и требуя, чтобы она достала дробовик. Прибыв туда, он понимает, что это была ложная тревога и даёт невнятные объяснения жене и сыну. Иди отправляется за покупками с дочкой Сарой. В торговом центре она встречает Фогарти, который настаивает на своём, объясняя ей то, что слепым на один глаз его сделал именно Том. Фогарти зароняет сомнение в душе Иди, спрашивая у неё, как так получилось, что её муж, простой хозяин закусочной, сумел остановить двух матёрых убийц.
В школе сына Тома, Джека, опять задирает компания одноклассников под предводительством Бобби, считающего Джека слабаком. Джек взрывается и жестоко избивает Бобби и его приятелей, за этот поступок его временно исключают из школы. Том ругает сына, объясняя, что в их семье проблемы не решаются кулаками, на что Джек дерзит, отвечая, что в их семье проблемы решаются стрельбой. Том даёт сыну пощёчину и Джек убегает из дома. Иди расспрашивает Тома о его прошлом, но он заверяет её в том, что это недоразумение. Вечером возле дома Тома появляется всё та же машина с Фогарти и компанией, на этот раз они привезли Джека, встреченного ими в городе и взятого в заложники. Том выходит их встречать с ружьём. Фогарти требует от Столла поехать с ними в Филадельфию, тогда взамен он отпустит Джека. Том вновь ввязывается в драку, в которой умело расправляется с подручными Фогарти, но получает ранение от гангстера. В тот момент, когда Фогарти готовится убить Столла, сознавшегося, что он действительно Джоуи, Джек убивает преступника.
В больнице между Иди и Томом вспыхивает ссора. Супруга требует рассказать ей всю правду, заявляя, что в ходе схватки перед домом, она увидела того самого настоящего Джоуи, о котором твердил Фогарти. Иди шокирована признанием Тома, что он на самом деле брат главаря мафии Джоуи Кьюсак, и что он действительно убивал людей за деньги, а вся его жизнь — фальсификация. Том пытается объяснить жене, что он в своё время бежал из Филадельфии, в попытках спастись от своего преступного прошлого, но это признание только усиливает напряжённость в их отношениях.
После того, как Том выходит из больницы, его навещает шериф Карни и говорит, что в этом деле уж слишком много подозрительных моментов. По его словам, гангстеры не поехали бы из Филадельфии в их маленький городок, если бы не были точно уверены, что нашли того человека. Том почти готов сознаться, но Иди говорит шерифу, что Том - тот за кого себя выдаёт. После ухода шерифа между Томом и Иди опять начинается ссора, которая перерастает в яростный секс на лестнице. Тем не менее, Иди всё больше дистанцируется от мужа.
Поздним вечером Том получает звонок от старшего брата из Филадельфии, который предлагает ему приехать, намекая, что в случает отказа, он приедет к Тому сам. Столл отправляется на встречу. В условленном месте его встречает подручный Ричи и отвозит Тома в особняк его брата. В ходе беседы становится ясно, что старший брат намерен избавиться от младшего - в своё время действия Тома, в частности, то как он обошёлся с Фогарти, изуродовав его, и последующее исчезновение вызвали сильное неудовольствие у партнёров Ричи по криминальному бизнесу.
Ричи приказывает своим помощникам убить Тома, однако тот расправляется со всеми бандитами, а потом убивает и самого Ричи. После этого Том возвращается домой, к семье.

## В ролях
| Актёр           | Роль                     |
| --------------- | ------------------------ |
| Вигго Мортенсен | Том Столл / Джоуи Кьюсак |
| Мария Белло     | Иди Столл                |
| Эд Харрис       | Карл Фогарти             |
| Уильям Хёрт     | Ричи Кьюсак              |
| Эштон Холмс     | Джек Столл               |
| Хайди Хэйз      | Сара Столл               |
| Эйдан Дивайн    | Чарли Рорк               |
| Питер Макнилл   | шериф                    |
| Стивен Макхэтти | Леланд Джонс             |
| Грег Брайк      | Билли Орсер              |
| Кайл Шмид       | Бобби                    |

## Награды и номинации
- 2006 — две номинации на премию «Оскар»: лучшая мужская роль второго плана (Уильям Хёрт), лучший адаптированный сценарий (Джош Олсон)
- 2006 — две номинации на премию «Золотой глобус»: лучший фильм — драма, лучшая женская роль — драма (Мария Белло)
- 2006 — номинация на премию BAFTA за лучший адаптированный сценарий (Джош Олсон)
- 2006 — номинация на премию «Выбор критиков» за лучшую женскую роль второго плана (Мария Белло)
- 2006 — три номинации на премию «Сатурн»: лучший приключенческий фильм, боевик или триллер, лучшая мужская роль (Вигго Мортенсен), лучшая мужская роль второго плана (Уильям Хёрт)
- 2006 — премия Американского института кино за лучший фильм
- 2006 — номинация на премию «Давид ди Донателло» за лучший иностранный фильм (Дэвид Кроненберг)
- 2006 — номинация на премию Гильдии сценаристов США за лучший адаптированный сценарий (Джош Олсон)
- 2005 — три номинации на премию «Спутник»: лучший фильм — драма, лучшая мужская роль — драма (Вигго Мортенсен), лучшая женская роль второго плана — драма (Мария Белло)
- 2005 — номинация на Золотую пальмовую ветвь Каннского кинофестиваля
- 2005 — попадание в десятку лучших фильмов года по версии Национального совета кинокритиков США